# Japanese Domestic Market

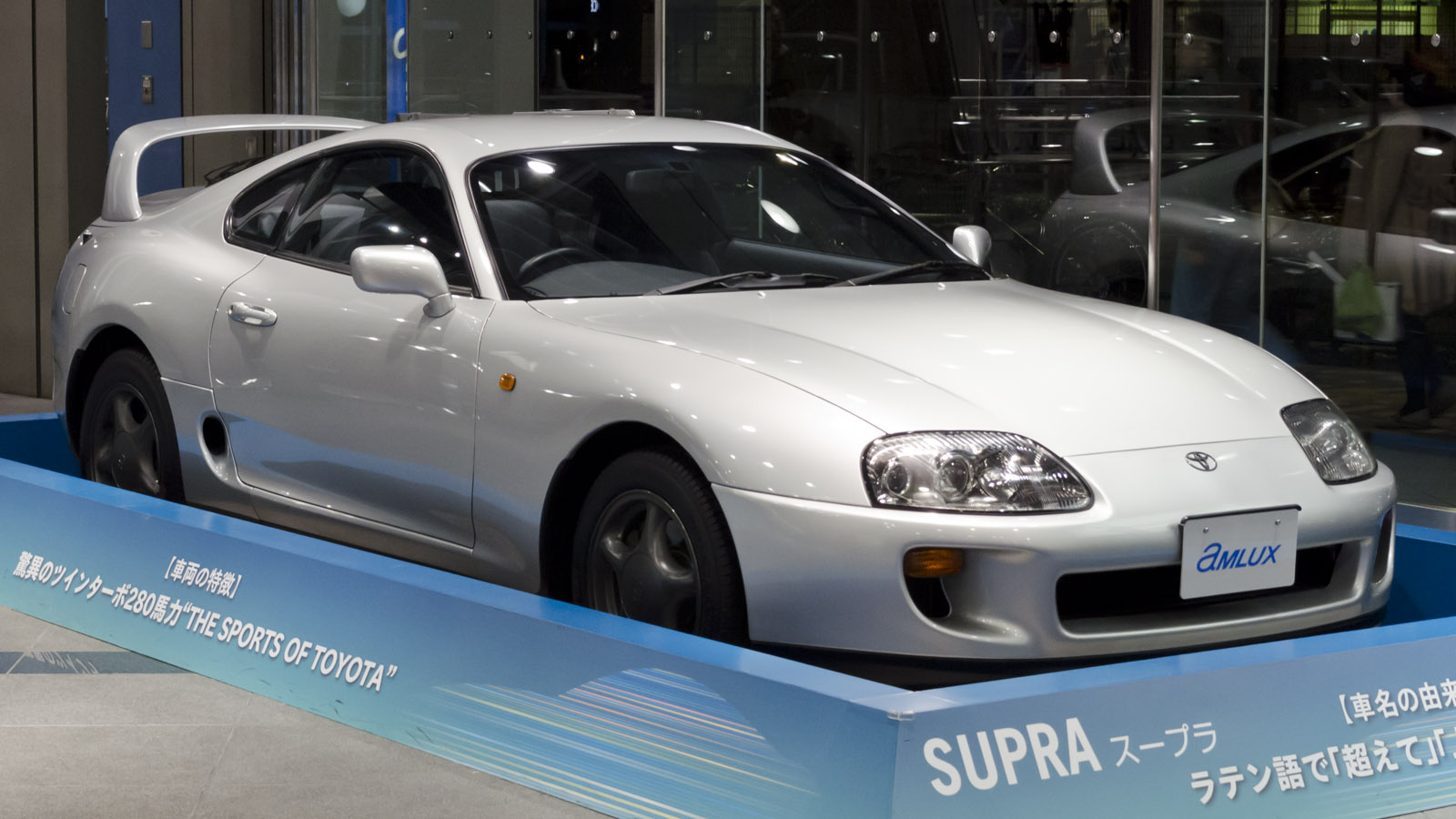
Una Toyota Supra del 1993

La locuzione in inglese Japanese Domestic Market (JDM), "mercato interno giapponese", è utilizzato in relazione a merci di vario tipo.
In particolare, nel campo automobilistico, gli appassionati utilizzano l'acronimo JDM per identificare i veicoli destinati alla vendita nel mercato interno giapponese e che quindi hanno una serie di caratteristiche peculiari studiate specificamente per quel paese.
Queste peculiarità possono essere dovute a scelte di marketing o regolamentazioni/normative locali e riguardare caratteristiche tecniche o estetiche/di allestimento. Lo stesso veicolo può quindi esistere (con alcune differenze) sia in versione per il mercato giapponese (JDM), che europea (EUDM), americana (USDM) o qualunque altra prevista dal costruttore a seconda del mercato di riferimento.
Fuori dal Giappone gli appassionati di automobilismo spesso usano il termine JDM in senso più ampio, a indicare qualunque vettura sportiva di origine nipponiche, anche se ciò di fatto è errato.
Verso la fine degli anni '70 è sulle auto con specifiche JDM è stato introdotto l'obbligo di montare un limitatore di velocità impostato a 180 km/h, vincolo imposto dalla Japan Automobile Manufacturers Association (JAMA) per prevenire incidenti stradali, anche in considerazione del fenomeno giovanile dei bosozoku. Per questo motivo anche il tachimetro all'interno della strumentazione doveva avere il fondo scala impostato su quel valore.
Negli ultimi anni la popolarità delle auto JDM all'interno degli Stati Uniti e dell'Europa si è sviluppata significativamente come conseguenza dell'onda del tuning.
Non tutte le auto giapponesi sono JDM: il termine infatti indica strettamente le auto vendute con specifiche per il mercato giapponese. Alcuni modelli destinati al Japanese Domestic Market non sono stati commercializzati negli altri paesi; ciononostante, il termine è solitamente usato impropriamente per definire auto sportive molto popolari come Subaru Impreza WRX, Honda S2000, Mitsubishi Lancer Evolution, Toyota AE86, Toyota Supra, Toyota GT86, Mazda RX-7, talvolta non JDM ma solamente di marca giapponese.